# Mark Reinhold
Mark Baldwin Reinhold ist der Chef der Entwicklungsabteilung der Java Standard Edition bei Oracle. Reinhold erwarb 1993 den Ph.D. in Informatik am Laboratory for Computer Science des Massachusetts Institute of Technology mit seiner Arbeit „Cache performance of garbage-collected programming languages“. An der Entwicklung der Java Platform ist er seit dem Release 1.1 tiefergehend beteiligt.
| Personendaten    | Personendaten                                                       |
| ---------------- | ------------------------------------------------------------------- |
| NAME             | Reinhold, Mark                                                      |
| ALTERNATIVNAMEN  | Reinhold, Mark Baldwin (vollständiger Name)                         |
| KURZBESCHREIBUNG | Chef der Entwicklungsabteilung der Java Standard Edition bei Oracle |
| GEBURTSDATUM     | 20. Jahrhundert                                                     |